# Jacques Maillot (réalisateur)
 (mai 2011).
Si vous disposez d'ouvrages ou d'articles de référence ou si vous connaissez des sites web de qualité traitant du thème abordé ici, merci de compléter l'article en donnant les références utiles à sa vérifiabilité et en les liant à la section « Notes et références ».
Pour les articles ayant des titres homophones, voir Jacques Maillot et Jacques Mailhot.
Jacques Maillot est un réalisateur et scénariste français, né le 12 avril 1962 à Besançon.

## Biographie
Après des études à l'Institut d'études politiques de Lyon, Jacques Maillot, objecteur de conscience, travaille à la Cinémathèque française. Il réalise ensuite quatre courts-métrages : Des fleurs coupées (1992), 75 centilitres de prière (1994), Corps inflammables (1995) et Entre Ciel et Terre (1995) qui obtiennent des prix dans les festivals.
En 1999, il passe au long métrage avec Nos vies heureuses, film sélectionné en compétition officielle au Festival de Cannes. Puis Froid comme l'été, produit et diffusé par Arte, est récompensé par le Prix Italia en 2003. Jacques Maillot sort Les Liens du sang en 2008 avec François Cluzet et Guillaume Canet, adapté du roman autobiographique des frères Bruno et Michel Papet.
Au Festival de Cannes 2011, il est membre du jury de la Caméra d'or en tant que représentant de la Société des réalisateurs de films.

## Filmographie

### Réalisateur
*également scénariste

#### Courts-métrages
- 1993 : Des fleurs coupées*
- 1995 : Corps inflammables*
- 1995 : 75 centilitres de prière*
- 1995 : Entre Ciel et Terre*

#### Longs-métrages
- 1999 : Nos vies heureuses*
- 2008 : Les Liens du sang*
- 2012 : La Mer à boire*

#### Téléfilms
- 2002 : Froid comme l'été*
- 2009 : Un singe sur le dos*
- 2018 : Vivre sans eux

### Scénariste
- 2007 : Les Prédateurs (Téléfilm en deux parties - réalisation : Lucas Belvaux)
- 2013 : Blood Ties (d'après le scénario de Les Liens du sang - réalisation : Guillaume Canet)

## Distinctions
- Prix Jean-Vigo 1994 pour 75 centilitres de prière
- Prix spécial du jury au Festival de Clermont-Ferrand pour 75 centilitres de prière
- Nomination aux Césars 1996 pour Corps inflammables dans la catégorie Meilleur court métrage
- Sélection officielle en compétition au Festival de Cannes 1999 pour Nos vies heureuses